# Edward P. Jones
Edward P. Jones född 5 oktober 1951, är en afroamerikansk författare. Han växte upp i Washington, D.C. och har studerat vid både College of the Holy Cross och University of Virginia.
Jones vann både Pen/Hemingway Award och Lannan Foundation Grant för sin första bok, Lost in the City, en novellsamling om afroamerikansk arbetarklass i 1900-talets Washington, D.C. Den var också nominerad till National Book Award. 2005 tilldelades Jones MacArthur Fellowship.
Hans andra bok, The Known World, är en roman som utspelar sig i Virginia innan amerikanska inbördeskriget. Den behandlar bland annat ägandet av slavar. Romanen vann National Book Award 2004 och 2004 års Pulitzerpris för skönlitteratur och 2005 års International IMPAC Dublin Literary Award.  
Jones tredje bok, All Aunt Hagar's Children, gavs ut 2006. Liksom Lost in the City, är det en novellsamling som handlar om afroamerikaner runt Washington, D.C. Ett flertal av berättelserna hade tidigare publicerats i magasinet The New Yorker. 

### Utgivet på svenska
- Den kända världen 2007

## Priser och utmärkelser
- Pulitzerpriset för skönlitteratur 2004 för The Known World
- The International IMPAC Dublin Literary Award 2005 för The Known World